# 掛水通子
掛水 通子（かけみず みちこ、1950年 - ）は、日本のスポーツ学者、東京女子体育大学名誉教授。

## 人物・来歴
広島県福山市生まれ。1973年東京学芸大学特別教科教員養成課程保健体育科卒、1975年東京教育大学大学院修士課程体育学研究科体育学専攻修士課程修了、2012年鹿屋体育大学大学院博士後期課程体育学研究科体育学専攻修了、「日本における女子体育教師史研究」で体育学博士。1975年東京女子体育大学体育学部助手、79年講師、85年助教授、94年教授。2019年定年退職、名誉教授。

## 著書
- 『近代日本女子体育・スポーツ文献目録 1876-1996』大空社, 1999.10
- 『日本における女子体育教師史研究』大空社出版, 2018.2

### 共編著・監修
- 『ブルマーの社会史 女子体育へのまなざし』青弓社ライブラリー 高橋一郎, 萩原美代子,谷口雅子,角田聡美共著, 2005.4
- 『身体文化論を繋ぐ 女子・体育・歴史研究へのかけ橋として』監修, 山田理恵,及川佑介, 藤坂由美子 編著. 叢文社, 2019.3